# 股二頭肌

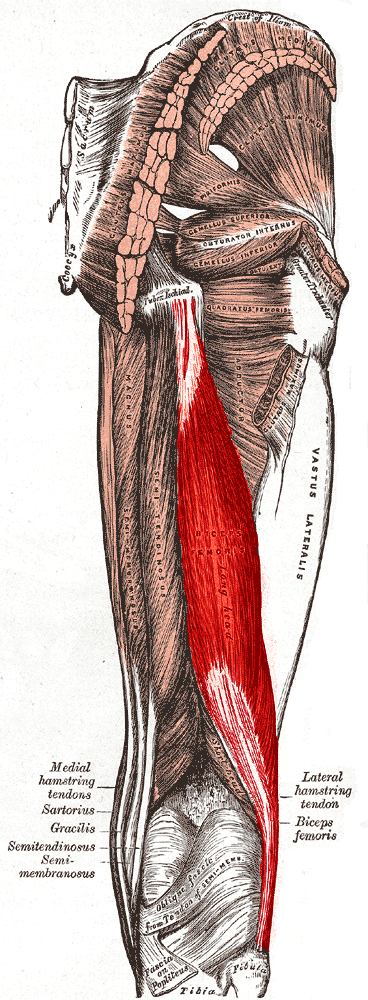
右大腿背面观，紅色為股二頭肌

股二頭肌（又稱：腿二頭肌，Biceps femoris）交叉在膝關節附近的肌腱群，主要負責控制膝蓋彎曲與大腿伸展的動作。腿後肌群較腿前肌群不容易使用到，基於平衡的原則，當腿前肌群漸漸發達之後，有必要特別鍛鍊一下腿後肌群。

## 外部連結
- 解剖學(Anatomy)-肌肉(muscle)-Biceps femoris muscle(股二頭肌) （页面存档备份，存于）